# Pierre Carniti
Pierre Carniti (ur. 25 września 1936 w Castelleone, zm. 5 czerwca 2018 w Rzymie) – włoski działacz związkowy i polityk, w latach 1979–1985 sekretarz generalny Włoskiej Konfederacji Pracowniczych Związków Zawodowych (CISL), poseł do Parlamentu Europejskiego III i IV kadencji, senator.

## Życiorys
Z zawodu poligraf. Od 1965 członek władz organizacji związkowych – Federazione Italiana Metalmeccanici oraz CISL. Od 1979 do 1985 był sekretarzem generalnym Włoskiej Konfederacji Pracowniczych Związków Zawodowych.
Jako polityk początkowo związany z Włoską Partią Socjalistyczną. W okresie przemian politycznych w pierwszej połowie lat 90. został liderem ugrupowania Cristiano Sociali. Współpracował wraz z nim z Demokratyczną Partią Lewicy, następnie dołączył do Demokratów Lewicy. W 2007 został członkiem Partii Demokratycznej.
W latach 1989–1999 sprawował mandat eurodeputowanego III i IV kadencji. Był m.in. członkiem frakcji socjalistycznej. Od 1993 do 1994 wchodził w skład włoskiego Senatu XI kadencji.